# Jamie Hanson
James William „Jamie“ Hanson (* 10. November 1995 in Burton-upon-Trent) ist ein englischer Fußballspieler, der seit 2018 bei Oxford United unter Vertrag steht. 

## Karriere

### Derby County
Der aus der eigenen Jugendakademie stammende Jamie Hanson debütierte am 14. März 2015 für den englischen Zweitligisten Derby County. Beim 1:1-Unentschieden bei Norwich City gelang ihm in der 66. Spielminute zudem direkt sein erster Treffer für die Mannschaft aus Derby.

### Englische Jugendnationalmannschaft
Am 19. März 2015 wurde Hanson erstmals in den Kader der englischen U-20-Nationalmannschaft berufen. Sein erstes Spiel für die Jugendauswahl bestritt er am 25. März 2015 bei einem 1:1 gegen die U-20-Auswahlmannschaft Mexikos.